# Paleobatrach

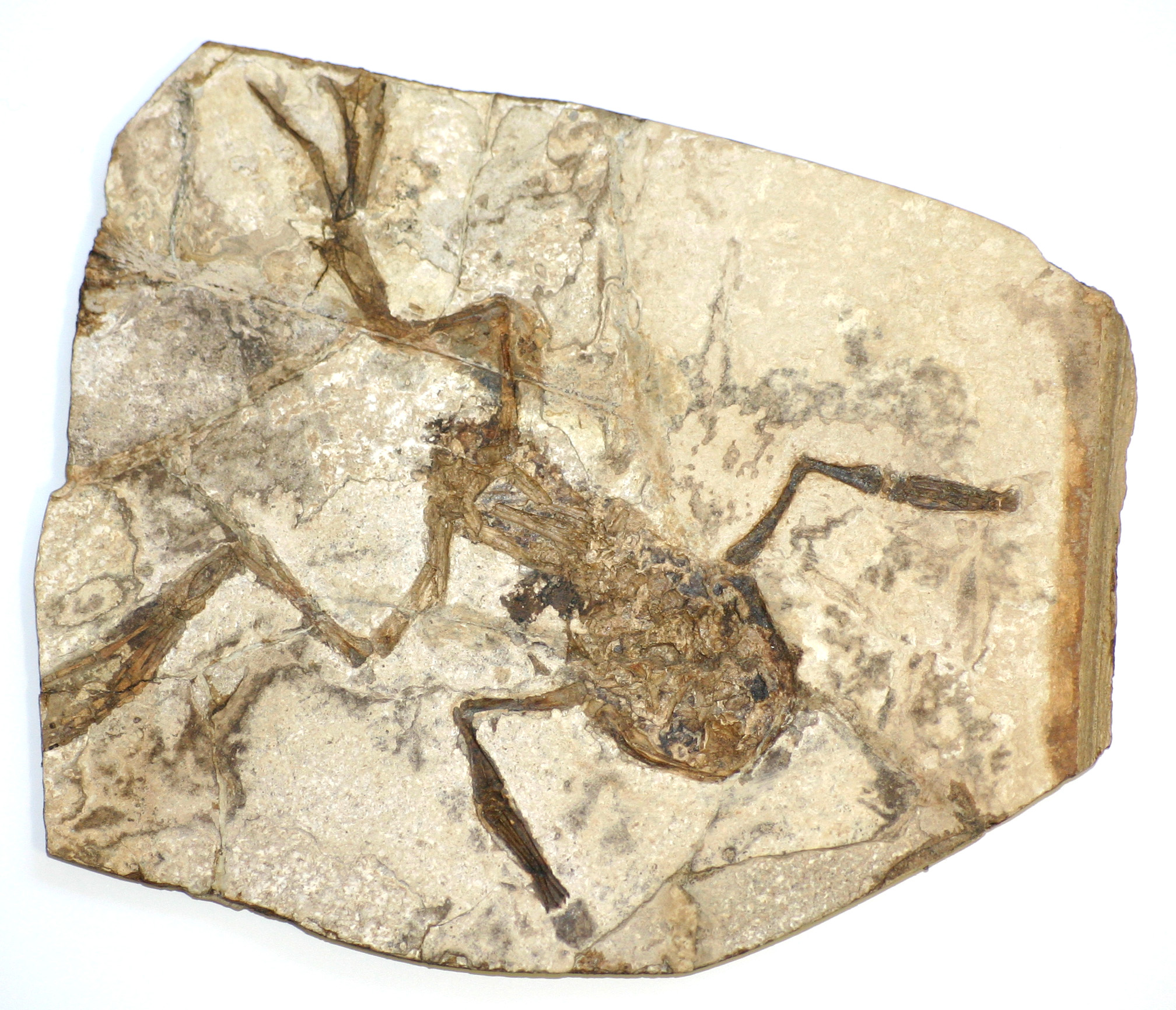
Skamieniałość Palaeobatrachus gigas

Paleobatrach (Palaeobatrachus) – rodzaj niewielkich płazów bezogonowych z rodziny Palaeobatrachidae występujących w Europie i Ameryce Północnej od późnej kredy do wczesnego plejstocenu. Jego nazwa oznacza „pradawna żaba”.

## Morfologia
Palaeobatrachus był niewielkim zwierzęciem, osiągającym długość około 10 cm – największy z gatunków, Palaeobatrachus gigas, dorastał do 12 cm. Doskonale zachowane skamieniałości tych płazów pozwoliły paleontologom dokładnie odtworzyć ich realny wizerunek. Wyglądem bardzo przypominały żyjące dziś w środkowej i południowej Afryce platany. Ich ciała były względnie duże, a głowy szerokie. Podobnie jak u większości współczesnych płazów bezogonowych, samice były większe od samców.

## Występowanie
Skamieniałości paleobatrachów znajdowane są w wielu rejonach Europy Środkowej – przede wszystkim w Czechach, wschodnich Niemczech oraz na stanowisku w Geiseltal na zachodzie Niemiec.
Nieliczne szczątki pochodzą też z mastrychtu Ameryki Północnej, m.in. z formacji Horseshoe Canyon.

## Paleobiologia
Palaeobatrachus był płazem prowadzącym całkowicie wodny tryb życia. Jego workowate płuca, znajdujące się na grzbietowej stronie tułowia, umożliwiały mu pozostawanie pod wodą przez długi czas. Prawdopodobnie zasiedlał niewielkie, gęsto zarośnięte, wolno płynące zbiorniki bądź bagna, obfitujące w owady i skorupiaki, którymi się żywił. Niewielki składnik jego diety stanowiły także drobne kręgowce.

## Gatunki
- Palaeobatrachus diluvianus (Goldfuss, 1831)
- Palaeobatrachus eurydices Villa et al., 2016
- Palaeobatrachus hauffianus (Fraas, 1909)
- Palaeobatrachus gigas von Meyer, 1860
- Palaeobatrachus grandipes (Giebel, 1851)
- Palaeobatrachus occidentalis Estes & Sanchíz, 1982
- Palaeobatrachus robustus Hossini & Rage, 2000